# Valérie Simonnet
Pour les articles homonymes, voir Simonnet.
Valérie Simonnet, née le 11 mai 1961 à Koléa en Algérie, est une ancienne coureuse cycliste française, quintuple vice-championne de France sur route (1985 à 1989).

## Palmarès sur route
- 1981
  - 3e du championnat de France sur route
- 1984
  - 4e du Tour de France féminin
- 1985
  - 10e et 13e étapes du Tour de France féminin
  - 2e du championnat de France sur route
  - 4e du  championnat du monde sur route[1]
- 1986
  - 2e du championnat de France sur route
  - 4e du Tour de France féminin
- 1987
  - 7e étape de la mi-Août Bretonne
  - 2e du championnat de France sur route
- 1988
  - 8e et 11e étapes du Tour de France féminin
  - 2e du championnat de France sur route
  - 2e de Rund um den Born
- 1989
  - 1re étape du Tour de l'Aude féminin
  - 2e du championnat de France sur route
  -  Médaillée de bronze du championnat du monde du contre-la-montre par équipes (avec Cécile Odin, Nathalie Cantet et Catherine Marsal)
  - 3e du Tour du Finistère féminin
- 1990
  - 1re étape du Tour de la Drôme

## Palmarès sur piste

### Championnats nationaux
- 1981
  - 2e de la poursuite
- 1983
  - 2e de la poursuite
- 1985
  - 2e de la poursuite

## Palmarès en VTT
- 1991
  - 3e du championnat du monde de cross-country vétérans